# Hill Station (Freetown)
Hill Station ist ein Stadtteil und Stadtbezirk der sierra-leonischen Hauptstadt Freetown. Wie alle von der britischen Kolonialmacht eingerichteten Hill Stations diente das Gebiet vor allem als klimatisch angenehmer Rückzugsort für Europäer.
Hill Station wurde zwischen 1903 und 1929 durch ein 5,5 Meilen langes Schienennetz vom Cotton Tree im Zentrum Freetowns zur Hill Station im gleichnamigen Stadtteil erschlossen. Es trug den Namen „Sierra Leone Mountain Railway“ und diente vor allem reichen Bewohnern als Transportmittel von ihrer bevorzugten Wohnlage in die Stadt.

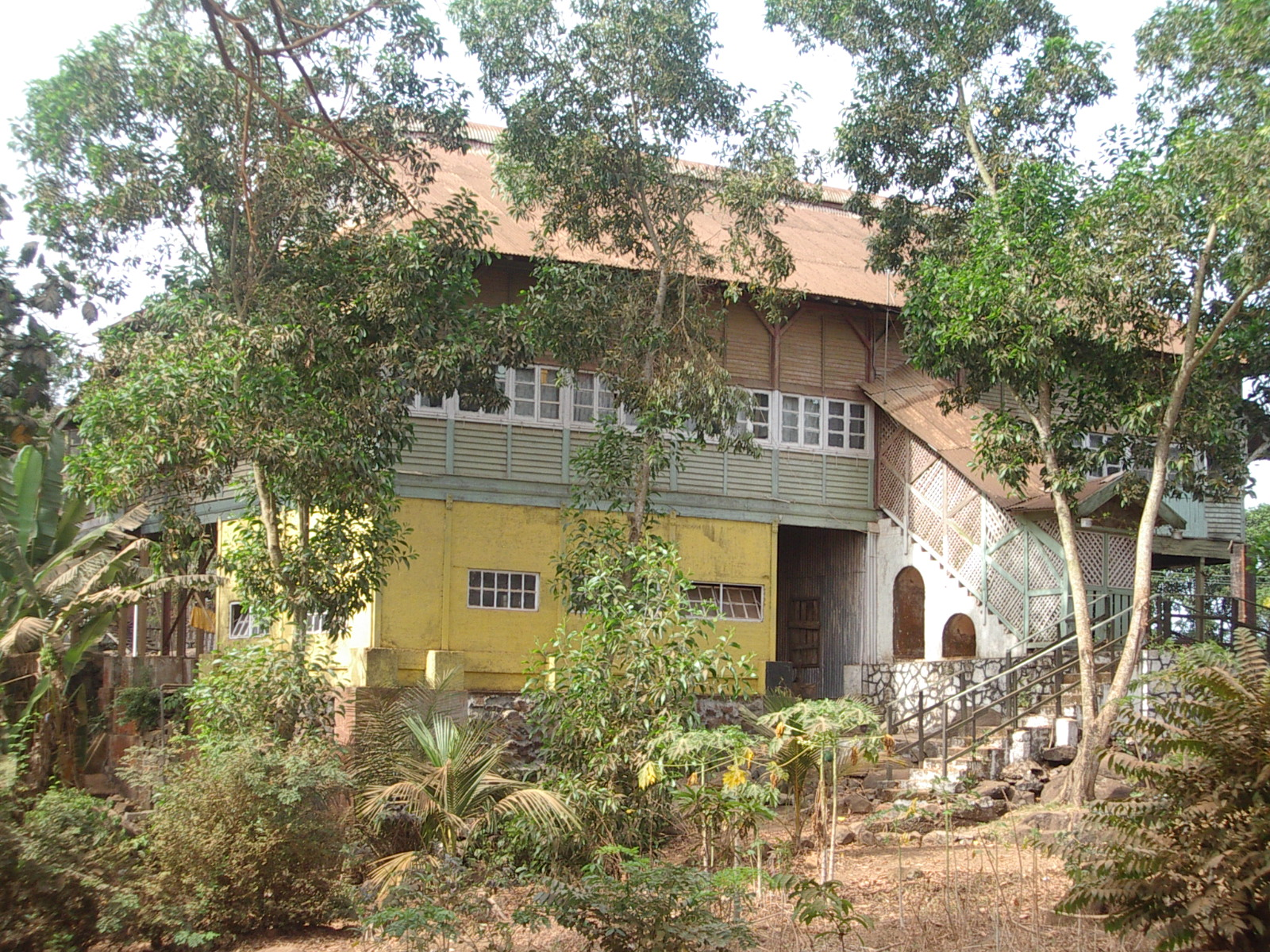
Bode ose in Hill Station (2007)

Historisch befanden sich in Hill Station vor allem bode ose. Diese von der Kolonialmacht erbauten Holzhäuser wurden ab 1792 errichtet. Die beeindruckendsten dieser Häuser sind in Hill Station zu finden.
Heute (Stand 2022) befinden sich zahlreiche wichtige Einrichtungen in Hill Station, darunter die State Lodge als Wohnsitz des Staatspräsidenten Sierra Leone, die Botschaft der Vereinigten Staaten und das nationale Tennisgelände der Sierra Leone Tennis Association.